# Эрл, Франклин Самнер
Франклин Самнер Эрл (англ. Franklin Sumner Earle; 4 сентября 1856 — 31 января 1929) — американский миколог и ботаник.

## Краткая биография
Франклин Эрл родился в городе Дуайт штата Иллинойс. Учился в Иллинойсском университете, но не получил учёной степени. С 1895 по 1896 Эрл работал заместителем директора микологического гербария Министерства сельского хозяйства США. В 1902 году в Алабамском политехническом институте Эрл стал профессором ботаники, а затем этот институт присвоил ему степень почётного магистра. В 1901 году Эрл стал работать заместителем куратора микологического гербария Нью-Йоркского ботанического сада. Он издал монографию The Genera of the North American Gill Fungi, посвящённую пластинчатым грибам Северной Америки. Был хозяином плантации на Кубе. Несколько публикаций Эрла посвящены выращиванию сахарного тростника, в том числе изданная в 1928 году Sugar Cane and its Culture.

## Некоторые научные работы
- Earle, F.S. (1897). Some fungi imperfecti from Alabama. Bulletin of the Torrey Botanical Club 24: 28-32.
- Earle, F.S. (1898). New or noteworthy Alabama fungi. Bulletin of the Torrey Botanical Club 25: 359-368.
- Earle, F.S. (1900). Diseases of cotton. Bulletin of the Alabama Agricultural Experiment Station Auburn 107: 289-[309].
- Earle, F.S. (1901). List of Alabama fungi. Contributions from the US National Herbarium 6: 148-263.
- Earle, F.S. (1901). Some fungi from Porto Rico. Muhlenbergia 1: 10-17.
- Earle, F.S. (1902). Mycological studies. I. Bulletin of the New York Botanical Garden 2: 331-350.
- Earle, F.S. (1903). West Indian Bulletin 4: 1.
- Earle, F.S. (1904). New tropical fungi mostly from Puerto Rico. Bulletin of the New York Botanical Garden 3: 301-312.
- Earle, F.S. (1904). Report on observations in Puerto Rico. Report. Porto Rico Insular Agricultural Experiment Station, Río Piedras 1903: 454-468.
- Earle, F.S. (1904, publ. 1905). Mycological studies II. Bulletin of the New York Botanical Garden 3 (11): 289-312.
- Earle, F.S. (1909). The genera of North American gill fungi. Bulletin of the New York Botanical Garden 5 (18): 373-451.
- Earle, F.S. (1920). Annual report of the expert in cane diseases. Ann. Rpt. Insular Exp. Sta. P.R. 1919-20: 67-68.
- Earle, F.S. (1920). The cultivation of citrus fruts in Puerto Rico. Circular. Porto Rico Agricultural Experiment Station, Insular Station, Río Piedras 28: 3-20.
- Earle, F.S. (1920). Sugar cane root disease. Journal of the Department of Agriculture, Porto Rico 4: 1-27.
- Earle, F.S. (1921). Annual report of the expert in cane diseases. Ann. Rpt. Insular Exp. Sta. P.R. 1920-21: 59-62.
- Earle, F.S. (1923). Sugar cane root diseases. A neglected enemy of cane and ways of controlling it. Facts about Sugar 16: 314.
- Earle, F.S. (1927). Sugar cane and its culture. Facts about Sugar 22: 698-702, 722-725.
- Tracy, S.M.; Earle, F.S. (1895). Mississippi fungi. Bulletin. Mississippi Agricultural and Mechanical College Experiment Station 34: 80-124.
- Tracy, S.M.; Earle, F.S. (1896). New species of fungi from Mississippi. Bulletin of the Torrey Botanical Club 23: 205-211.
- Tracy, S.M.; Earle, F.S. (1901). Some new fungi. Bulletin of the Torrey Botanical Club 28 (3): 184-188.
- Underwood, L.M.; Earle, F.S. (1896). Notes on the pine-inhabiting species of Peridermium. Bulletin of the Torrey Botanical Club 23: 400-405.
- Underwood, L.M.; Earle, F.S. (1897). A preliminary list of Alabama fungi. Bulletin of the Alabama Agricultural Experiment Station 80: 111-284.

## Роды и некоторые виды грибов, названные в честь Ф. С. Эрла
- Earlea Arthur 1906 (=Phragmidium)
- Earliella Murrill 1905
- Cyathus earlei Lloyd 1906
- Russula earlei Peck 1903